# JAS
JAS (Język Adresów Symbolicznych) – rodzina asemblerów komputerów Odra opracowana przez Teodora Mikę, Mieczysławę Piernikowską i Lidię Zajchowską, Janinę Cichocką.
Wprowadzony z komputerem Odra 1003 i stosowany w modelach Odra 1013, Odra 1103 i Odra 1204.
W serii 1300 zastąpiony językiem PLAN.